# Blatné Remety
Blatné Remety és un poble i municipi d'Eslovàquia a la regió de Košice.

## Història
La primera referència escrita de la vila data del 1340.

## Demografia
| Godina             | 1994 | 2004    | 2014    | 2024   |
| ------------------ | ---- | ------- | ------- | ------ |
| Nombre de persones | 445  | 503     | 663     | 626    |
| Diferència         |      | +13,03% | +31,80% | −5,58% |

| Godina             | 2023 | 2024   |
| ------------------ | ---- | ------ |
| Nombre de persones | 619  | 626    |
| Diferència         |      | +1,13% |